# Ali Khamenei
Sayyid Ali Hosseini Khamenei, em persa: سید علی حسینی خامنه‌ای; (Mexed, 19 de abril de 1939) é um Marja' duodecimano xiita iraniano que atualmente serve como Líder Supremo do Irã, desde 1989, quando sucedeu o Aiatolá Khomeini. Anteriormente, ele também foi presidente do Irã de 1981 a 1989. Khamenei é o Chefe de Estado há mais tempo no poder no Oriente Médio e o segundo líder com mais tempo na chefia do Irã no século XX, atrás apenas do Xá Mohammed Reza Pahlavi.
Khamenei nasceu numa família de clérigos, em 1939, na cidade de Mexede, e desde jovem se dedicou à religião, indo estudar no Seminário de Qom. De acordo com seu site oficial, ele foi preso seis vezes por protestar contra o reinado de Mohammad Reza Pahlavi antes de ser enviado ao exílio de três anos. Uma das figuras centrais da Revolução Iraniana, sofreu uma tentativa de assassinato, em junho de 1981, que deixou seu braço direito paralisado.
Ali Khamenei foi um dos líderes do Irã durante a Guerra Irã-Iraque na década de 1980 e desenvolveu laços fortes com a Guarda Revolucionária, que ele controlava, e cujos comandantes são eleitos e demitidos por ele. Khamenei sempre utilizou essa Guarda para reprimir a oposição a ele. Serviu como presidente do Irã de 1981 a 1989, se tornando um aliado próximo do líder máximo iraniano Ruhollah Khomeini. Com o passar do tempo, Khomeini foi caindo em inimizade com Hussein Ali Montazeri, seu possível herdeiro, e Akbar Hashemi Rafsanjani, um dos seus principais confidentes, afirmou que Khomeini havia decidido que Khamenei seria seu sucessor, enquanto a Assembleia dos Peritos ainda deliberava quem ia ser o próximo Líder Supremo. Após a morte de Khomeini, Ali Khamenei foi selecionado para a Assembleia para ser o novo Líder Supremo do Irã, em 4 de junho de 1989, aos 49 anos de idade.
Como Líder Supremo, Khamenei é o Chefe de Estado do Irã e comandante-em-chefe de suas forças armadas. Por esta razão, ele é considerado a mais alta autoridade do país. Na sua posição de poder, Khamenei pode decretar leis e tomar decisões finais de governo em várias questões, como economia, meio ambiente, política externa e planos nacionais. De acordo com o analista político Karim Sadjadpour, Khamenei tem controle, direto e indireto, sobre os poderes executivo, legislativo e judicial, além das forças armadas e da mídia. Todos os candidatos à Assembleia dos Peritos, a Presidência e o Majlis (Parlamento) são vetados pelo Conselho dos Guardiães, cujos membros são, direta ou indiretamente, eleitos pelo Líder Supremo.
Durante o governo de Khamenei ocorreram vários protestos contra ele, como os de Qazvin em 1994, protestos estudantis em 1999, protestos eleitorais em 2009 e anti-governo em 2011, 2012, 2017 e 2018, além de grandes greves, como em 2018 e 2019. Jornalistas, blogueiros e vários outros indivíduos foram levados a julgamento no Irã por supostamente insultar o Supremo Líder Khamenei, muita das vezes sob acusações de blasfêmia. As sentenças para isso iam desde chicotadas e prisões, a até execuções, com várias pessoas morrendo ainda sob tortura ou em custódia. Com relação ao programa nuclear iraniano, Khamenei fez um fátua, em 2003, proibindo a produção, estocagem e uso de qualquer armas de destruição em massa, porém a comunidade internacional levanta suspeitas com relação a isso. No exterior, sua liderança é descrita como autocrática e até ditatorial.

## Início da vida e educação
Nascido de Javad Khamenei, um Alim e Mujtahid nascido em Najaf, Iraque, e Khadijeh Mirdamadi (filha de Hashem Mirdamadi) em Mashhad, Khamenei é o segundo de oito filhos. Dois de seus irmãos também são clérigos; seu irmão mais novo, Hadi Khamenei, é editor de jornal e clérigo. Sua irmã mais velha, Fatemeh Hosseini Khamenei, morreu em 2015, aos 89 anos. Seu pai era um azerbaijano étnico de Khamaneh, enquanto sua mãe era uma persa étnica de Yazd. Alguns de seus ancestrais são de Tafresh, na atual província de Markazi, e migraram de sua casa original em Tafresh para Khamaneh, perto de Tabriz.

### Educação
A educação de Khamenei começou aos quatro anos de idade, aprendendo o Alcorão em Maktab; ele passou seus níveis básico e avançado de estudos de seminário na hawza de Mashhad, sob mentores como Sheikh Hashem Qazvini e Ayatollah Milani. Então, ele foi para Najaf em 1957, mas logo retornou a Mashhad devido à relutância de seu pai em deixá-lo ficar lá. Em 1958, ele se estabeleceu em Qom, onde frequentou as aulas de Seyyed Hossein Borujerdi e Ruhollah Khomeini. Como muitos outros clérigos politicamente ativos na época, Khamenei estava muito mais envolvido com a política do que com os estudos religiosos.

## Declarações públicas
Em diversas ocasiões, Khamenei afirmou que o Holocausto é um evento cuja realidade é incerta e, "se aconteceu, é incerto como isso aconteceu".
A fatwa contra Salman Rushdie foi renovada em 2005 por Ali Khamenei, que já tinha declarado:
| “ | Mesmo que Salman Rushdie se arrependa ao ponto de se tornar o homem mais piedoso do nosso tempo, a obrigação permanece para cada muçulmano, de o enviar para o inferno, não importa a que preço, e mesmo fazendo o sacrifício de sua própria vida.[30][31] | ” |

## Vida pessoal

### Família
Khamenei é casado com Mansoureh Khojasteh Bagherzadeh, com quem tem seis filhos; quatro filhos (Mostafa, Mojtaba, Masoud e Meysam) e duas filhas (Boshra e Hoda). Um de seus filhos, Mojtaba, casou-se com uma filha de Gholam-Ali Haddad-Adel. Seu filho mais velho, Mostafa, é casado com uma filha de Azizollah Khoshvaght. Outro filho, Masoud, é casado com a filha de Mohsen Kharazi. Ele tem três irmãos, incluindo Mohammad Khamenei e Hadi Khamenei. Uma de suas quatro irmãs, Badri Hosseini Khamenei (esposa do dissidente Ali Tehrani), fugiu para o exílio na década de 1980.

### Lar
Como Líder Supremo, Khamenei mudou-se para uma casa no centro de Teerã na Rua Palestina. Um complexo cresceu ao redor dela que agora contém cerca de cinquenta edifícios. Cerca de 500 pessoas são empregadas neste "complexo Beit Rahbari" de acordo com o The Telegraph, e "muitas recrutadas dos serviços militares e de segurança".

### Estilo de vida
De acordo com Mehdi Khalaji, um especialista em Irã no Instituto de Política do Oriente Próximo de Washington, Khamenei tem uma vida decente "sem ser luxuosa". Robert Tait do The Daily Telegraph comentou que Khamenei é "reconhecido por um estilo de vida espartano". Dexter Filkins descreve Khamenei como se apresentando "como um asceta, vestindo-se e comendo de forma simples". Em uma entrevista para uma revista feminina, sua esposa declarou que "nós não temos decorações, no sentido usual. Anos atrás, nós nos libertamos dessas coisas." Por outro lado, a Mother Nature Network relatou que Khamenei foi visto andando em um carro BMW e publicou uma foto dele saindo de um. Khamenei, frequentemente visto como severo, gosta de poesia, jardinagem e uma vez fumou um cachimbo — incomum para um clérigo. Apesar de seu poder absoluto, ele leva uma vida modesta, raramente saindo do Irã, e foi retratado cuidando alegremente de seu jardim com um simples regador de plástico.

### Saúde
A saúde de Khamenei foi questionada. Em janeiro de 2007, rumores se espalharam sobre sua doença ou morte depois que ele não foi visto em público por algumas semanas e não apareceu como tradicionalmente faz nas celebrações do Eid al-Adha. Khamenei emitiu uma declaração declarando que "inimigos do sistema islâmico fabricaram vários rumores sobre morte e saúde para desmoralizar a nação iraniana", mas de acordo com o autor Hooman Majd, ele parecia estar "visivelmente fraco" em fotos divulgadas com a declaração.
Em 9 de setembro de 2014, Khamenei passou por uma cirurgia de próstata no que seus médicos descreveram na mídia estatal como uma "operação de rotina". De acordo com um relatório do Le Figaro, fontes de inteligência ocidentais disseram que Khamenei tem câncer de próstata. Em setembro de 2022, foi relatado que Khamenei havia passado por uma cirurgia para obstrução intestinal e teve que cancelar uma série de reuniões.

## Literatura e arte
Khamenei apoiou a revisão de palavras em farsi e a adição de novas palavras como rayansphere em vez de cyber space‌ e a mudança da palavra radio para radian e o uso de televisan em vez de television. No final de 1996, após uma fatwa de Khamenei afirmando que a educação musical corrompe as mentes de crianças pequenas e é contra o islamismo, muitas escolas de música foram fechadas e a instrução musical para crianças menores de 16 anos foi proibida por estabelecimentos públicos (embora a instrução privada continuasse).
Khamenei declarou que "a poesia deve ser a vanguarda da caravana da revolução [islâmica]... [A]través das artes e da literatura, a revolução pode ser exportada mais fácil e honestamente." Foi sugerido (por Dexter Filkins) que isso pode explicar seu interesse em proibir livros, proibir jornais e prender artistas. Ele demonstrou interesse em estudar romances e histórias desde a infância e estudou vários romances do mundo. Ele era "fascinado por Jean-Paul Sartre e Bertrand Russell" em sua juventude. Ele elogiou as obras de Mikhail Sholokhov, Alexei Tolstoy,[319] Honoré de Balzac e Michel Zévaco. Ele disse que Les Misérables de Victor Hugo "é o melhor romance que foi escrito na história". Ele explicou:
Eu li A Divina Comédia. Eu li Amir Arsalan. Eu também li As Mil e Uma Noites... [Mas] Les Misérables é um milagre no mundo da escrita de romances... Eu disse repetidamente, vá ler Les Misérables uma vez. Este Les Misérables é um livro de sociologia, um livro de história, um livro de crítica, um livro divino, um livro de amor e sentimento.
Khamenei sugeriu a leitura de As Vinhas da Ira para "um público de escritores e artistas" e A Cabana do Pai Tomás para os gestores estaduais de alto nível, pois ele considerava que isso lançaria luz sobre a história dos Estados Unidos.
Não é este o governo que massacrou os habitantes nativos originais da terra da América? Que exterminou os índios americanos? ... Hoje, uma das obras de arte mais trágicas é A Cabana do Pai Tomás ... Este livro ainda vive depois de quase 200 anos.
Khamenei é fluente em árabe, além de suas línguas nativas, persa e azerbaijano. Ele traduziu vários livros do árabe para o persa, incluindo as obras do teórico islâmico egípcio Sayyid Qutb. Quando se trata de poesia, em Mashhad ele costumava participar de associações literárias junto com poetas conhecidos e costumava criticar poemas. Escrevendo alguns poemas ele mesmo, ele escolheu o pseudônimo Amin para si mesmo. No campo da música, ele é conhecido por ter uma boa voz para cantar e tocar tar, um instrumento de cordas tradicional iraniano.

## Diplomacia pública
Em fevereiro de 2011, Ali Khamenei apoiou a revolta egípcia contra seu governo, descrevendo-a como um despertar islâmico em vez de uma Primavera Árabe. Tentando se comunicar com o povo árabe, ele se dirigiu aos manifestantes egípcios em árabe, embora sua língua nativa seja o persa. Ele se apresentou como "seu irmão na religião", enquanto elogiava a "explosão de raiva sagrada". Mais tarde, em conferências sobre o "Despertar Islâmico" realizadas em Teerã, Khamenei elogiou os jovens muçulmanos da Tunísia, Líbia, Egito, Iêmen e Bahrein pelo que ele descreveu como um despertar islâmico. Ele também comparou esses eventos com a revolução islâmica no Irã durante seu discurso Nowruz em 2011. Grandes protestos contra o regime iraniano também eclodiram em todo o Irã em 2011, e ficaram conhecidos como os protestos iranianos de 2011-12. Khamenei escreveu uma carta aberta aos estudantes americanos em 2024, que gerou uma dura reação dos EUA. Na carta, ele descreveu os estudantes americanos protestando contra Israel como um novo ramo do Eixo da Resistência e pediu aos estudantes americanos que se familiarizassem com o Alcorão.